# التاج المدني
التاج المدني (باللاتينية: corona civica)‏ كان وسام عسكرية خلال الجمهورية الرومانية وعهد الزعامة اللاحق، والتي تعتبر ثاني أعلى مستوى يمكن للمواطن أن يطمح إليه ( التاج العشبي يكون في مرتبة أعلى). يأخذ الوسام شكل الإكليل من أوراق السنديان العامة المنسوجة لتشكيل تاج. كان الوسام مخصص للمواطن الروماني الذي أنقذ مواطن آخر عن طريق قتل عدو في مكان يسيطر عليه العدو في نفس اليوم. المواطن الذي تم إنقاذه يجب أن يعترف بذلك، لا يمكن أن يكون أحد آخر شاهد.

## روابط خارجية
- Rich، Anthony (1875). "Corona". في Smith، William (المحرر). A Dictionary of Greek and Roman Antiquities. London: John Murray. ص. 359‑363.